# Landsforeningen for Socialpædagoger
Landsforeningen for Socialpædagoger (LFS) er en fagforening for pædagogisk personale i hovedstaden. LFS står for "Landsforeningen For Socialpædagoger", men trods navnet organiserer LFS alt pædagogisk personale, og har cirka 12.000 medlemmer (2018).

## Om LFS
LFS er en selvstændig forening, hvis øverste myndighed er repræsentantskabet, der afholder ordinært møde hvert andet år (Lige årstal). Imellem disse hvert andet års møder ledes LFS af en hovedbestyrelse, der afholder møder månedligt. Den daglige ledelse varetages af et forretningsudvalg – disse er valgt på de ordinære repræsentantskabsmøder. LFS indgår som selvstædig enhed i forbundet FOA – Fag og Arbejde samt samarbejder med de andre pædagogiske forbund SL og BUPL. 

Som fagforening varetager LFS løn-, overenskomst- og arbejdsforhold for dens medlemmer, men også arbejdsmiljø og trivsel på arbejdspladsen. LFS påvirker og indgår også i det politiske arbejde omkring rammer og vilkår omkring institutionsforhold med videre.
I hovedstaden er LFS også kendt for sin aktive rolle omkring de svages vilkår – primært for børn og handicappede, men også over for andre svagere stillede folk. LFS ses derfor med jævne mellemrum i gadebilledet med arrangementer og happenings, f.eks. "suppekøkken" når der er kulturnat for at fortælle om fattigdom, "Men in Black" der havde en anderledes fokus på samfundet, støtter medlemmer i at kunne deltage og deltager aktivt i det internationale arbejde omkring pædagogiske og samfundsrelaterede konferencer såsom ConCrit, aktioner for at støtte medlemskrav .

### Historie
LFS blev stiftet i 1940 af en gruppe københavnske børnehavelærerinder som en klub under det daværende DKA (Dansk Kommunal Arbejderforbund). I 1940 gik barneplejersker og børnehavelærerinder med kyse eller slør, og størrelsen af deres løn afhang af, om de var gift eller ikke. Det blev starten på organiseringen af personalet i børnehaver og fritidshjem under Københavns kommune. 

Klubben blev i 1955 en selvstændig afdeling under DKA med navnet 'Foreningen af Kommunale Børneforsorgsarbejdere', og havde da ca. 300 medlemmer, der var medarbejdere ved barneplejen, børnehaverne og fritidshjemmene.

I 1965 ændredes navnet til Foreningen for Børne- og Ungdomspædagoger – kommunalt ansatte. Løn- og arbejdsvilkår spillede hovedrollen i arbejdet for de da ca. 520 medlemmer. I 1967 var medlemstallet vokset til 700.
De første dagplejeordninger blev oprettet i 1965, og i 1970 blev dagplejerne på landsplan organiseret i foreningen, som i 1971 skiftede navn til LFS. I 1972 var medlemstallet 2393, som voksede til 8400 i 2006. I 2006 fusionerede LFS og PMF København/Frederiksberg, og LFS's medlemstal blev da 9700.